# Ryzec kravský
Ryzec kravský (Lactarius torminosus) patří mezi nejedlé houby. Roste poměrně hojně od července do října na kyselých půdách, tvoří mykorhizu s břízou bělokorou. Ryzec kravský má pravidelný kruhový klobouk o průměru 5–15 cm, v mládí vyklenutý, později uprostřed výrazně promáčklý. Pokožka klobouku má růžovohnědou barvu s několika výrazně tmavšími soustřednými kruhy. Charakteristickým znakem je roztřepený okraj klobouku. Na jeho spodní části se nacházejí husté narůžovělé lupeny. Třeň je bílý a hladký, dlouhý okolo 5 cm a v průměru má asi centimetr. Dužina voní slabě po terpentýnu, na řezu roní bílé mléko nepříjemně palčivé chuti.
Pro nesnesitelnou trpkost bývá houba označována jako nejedlá, ale v zemích bývalého Sovětského svazu je často sbírána a nakládána do slané vody s kořením podobně jako kvašáky. Mléčné kvašení chuť ryzce zjemní a asi po měsíci je houba poživatelná.